# EHF Cup 2018-19 (kvinder)
EHF Cup 2018-19 er den 38. udgave af EHF Cup for kvinder, som er en turnering for de næstbedste håndboldklubber i Europa for kvinder og arrangeres af European Handball Federation.
Siófok KC fra Ungarn, vandt samlet 47-42 i to kampe over danske Team Esbjerg.